# Jambonette

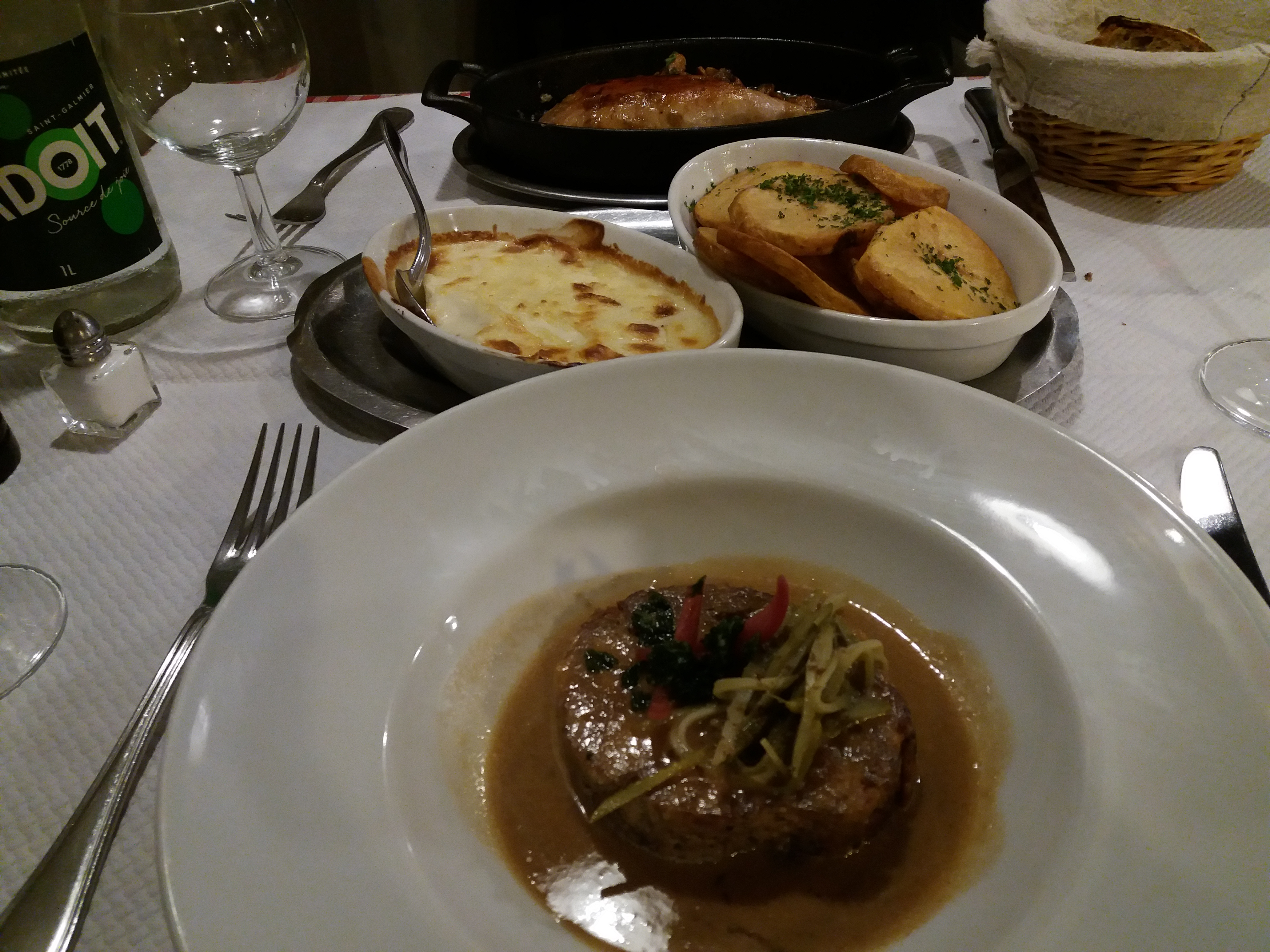
Jambonette

Jambonette es un término culinario francés de carne de cerdo picada y el tocino encerrado en la corteza, moldeados en forma de pera y cocidos. También puede referirse al jamón o pollo relleno de la pierna